# Eublemma anachoresis
Eublemma anachoresis là một loài bướm đêm trong họ Erebidae.

## Hình ảnh

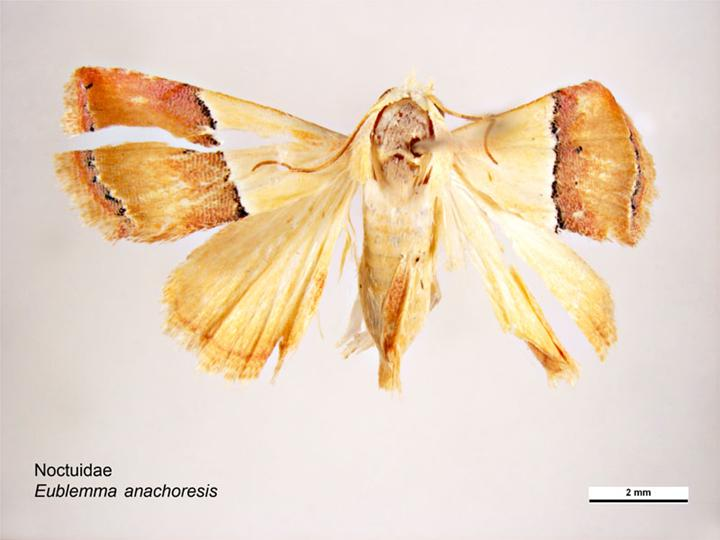
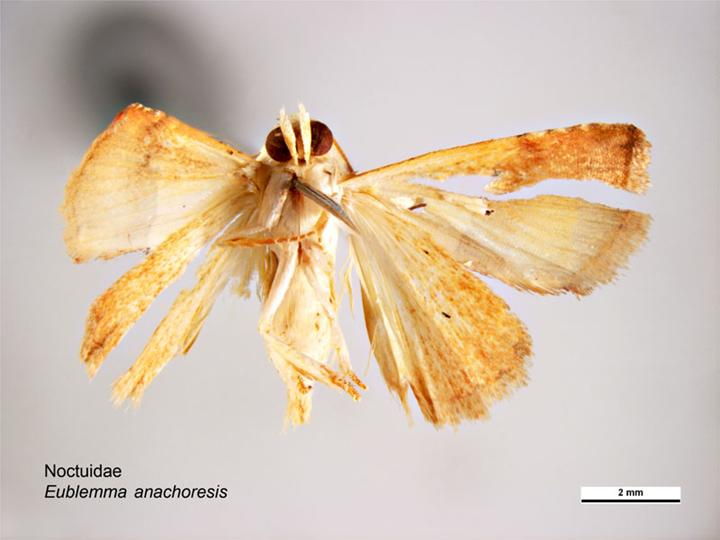
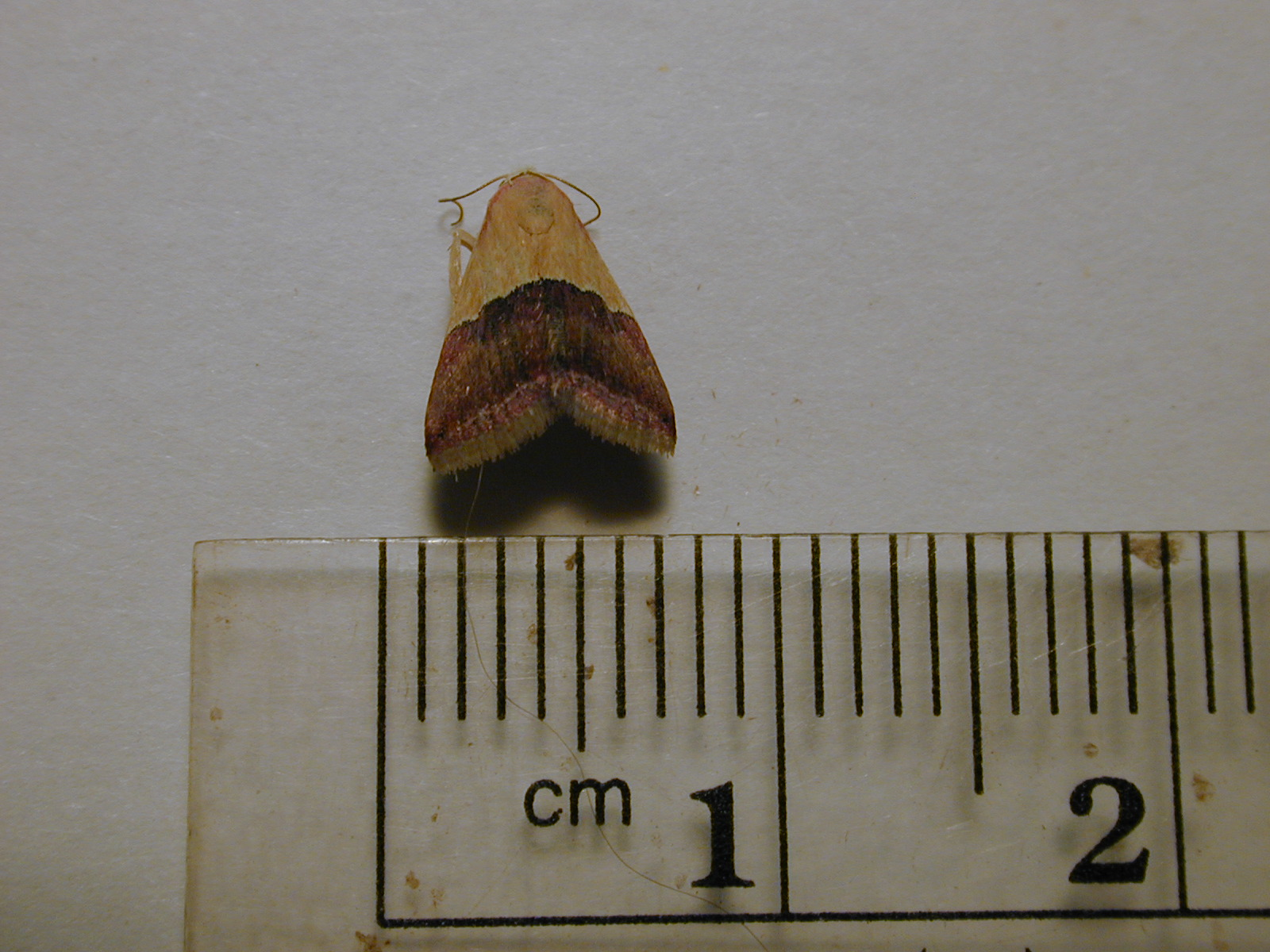
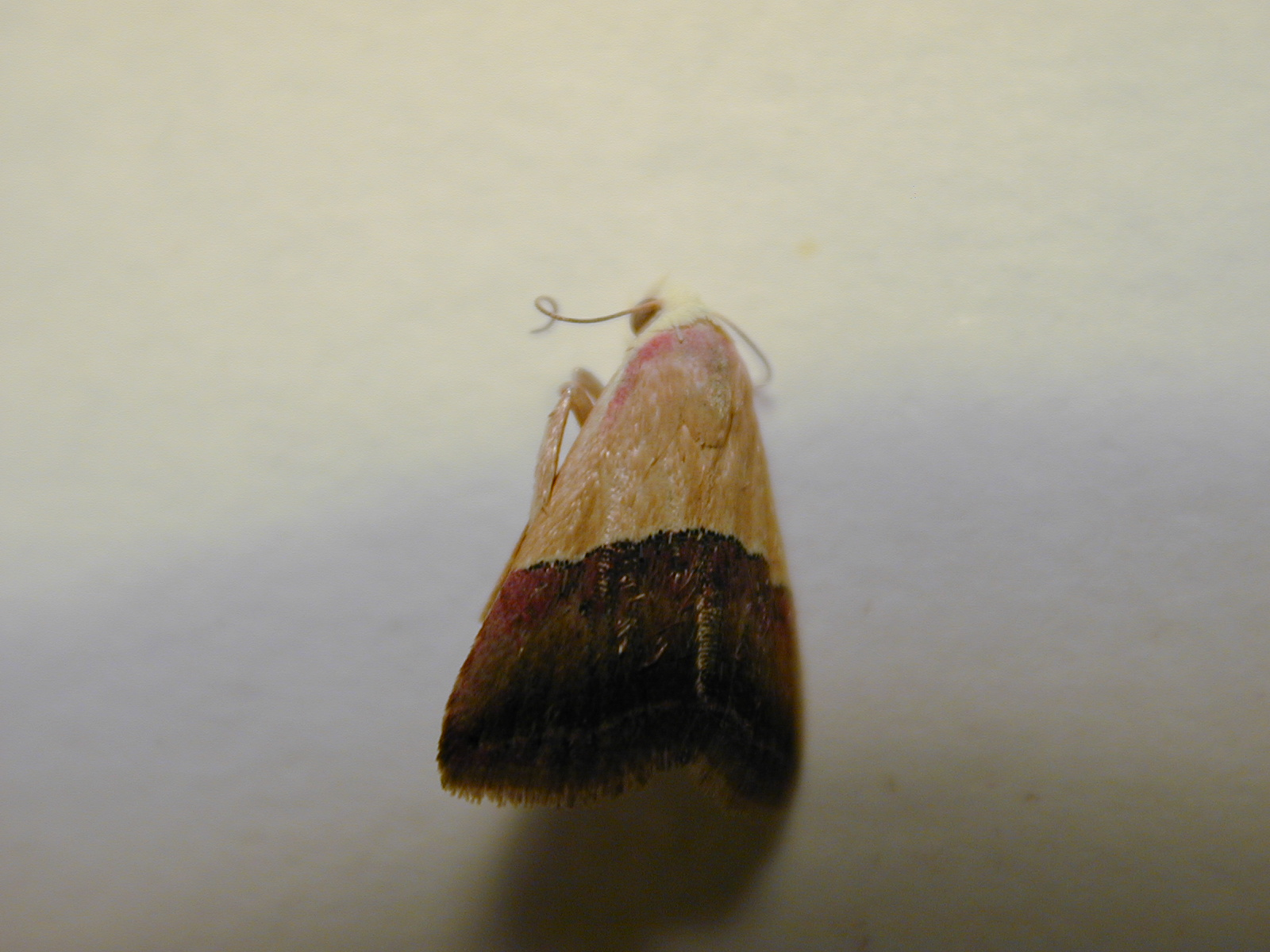